# Evair
Evair Aparecido Paulino (Crisólita, 21 februari 1965), ook wel kortweg Evair genoemd, is een voormalig Braziliaans voetballer en trainer.

## Braziliaans voetbalelftal
Evair begon zijn carrière bij Guarani. In 1988 maakte hij de overstap naar het Italiaanse Atalanta Bergamo. Na drie jaar keerde hij terug naar Brazilië om voor het grote Palmeiras te spelen. In 1993 won hij zowel het Torneio Rio-São Paulo, het Campeonato Paulista en het landskampioenschap met de club. In 1994 won hij deze laatste twee titels opnieuw. In 1995 en 1996 ging hij een Japans avontuur aan bij de Yokohama Flügels. Na een tussenstop bij Atlético Mineiro ging hij voor Vasco da Gama spelen en werd ook daar landskampioen mee. In 1998 speelde hij voor Portuguesa, de vierde club van São Paulo en in 1999 keerde hij terug naar Palmeiras, waarmee hij de Copa Libertadores won. In 2000 won hij met São Paulo FC het staatskampioenschap. Hij beëindigde zijn spelerscarrière bij Figueirense.
Evair debuteerde in 1992 in het Braziliaans nationaal elftal en speelde 9 interlands, waarin hij 2 keer scoorde.
Na zijn spelerscarrière werd hij trainer.

## Erelijst
Palmeiras
- Campeonato Brasileiro Série A: 1993, 1994, 1997
- Campeonato Paulista: 1993, 1994
- Torneio Rio-São Paulo: 1993
- CONMEBOL Libertadores: 1999

Individueel
- Topscorer Campeonato Paulista: 1988, 1994